# Matthias Kewenter
Matthias Kewenter, född 22 juli 1735 i Karlshamn, död 24 maj 1805 i Uppsala, var en svensk riksdagsman, rådman och källarmästare. Han var far till läkaren Hans Christopher Kewenter.
Matthias Kewenter var son till den från Holstein inflyttade handlaren Hans Christopher Keventer. Han inskrevs 1750 vid Lunds universitet och avlade en magisterexamen där 1757 innan han 1759 fortsatte sina studier vid Uppsala universitet. där han 1763 blev docent i kemi. Matthias Kewenter var till en början lärjunge till Carl von Linné som sände ut honom på flera uppdrag för studier av naturalier men drev snart över mot kemin och blev 1763 docent och laboratorieassistent åt Johan Gottschalk Wallerius. Hans främsta vetenskapliga arbete behandlade gärningen vid Avesta kopparverk.
1766 lämnade han dock universitetet för att ta över sin svärfader Nils Kyronius' källarrörelse i Uppsala. Då han 1767 sökte professuren efter Wallerius hölls hans val att bedriva affärsrörelse i staden mot honom och han erhöll inte tjänsten. När han senare sökte borgmästarpositionen i Uppsala hölls i stället det faktum att han först på senare tid blivit borgare i staden mot honom, vilket fick honom att 1769 för riksdagen lägga fram skriften Skam at wara borgare, skam at wara lärd, där naturvetenskapliga insikters nytta för "stadspolitin" o för tjänster inom kommers-, bergs- o krigskollegiernas områden betonas. En ny kritisk skrift föranlett av ett svar utgavs 1771. Om än impopulär bland det ledande borgarskapet uppskattades han i bredare folklager och anlitades ofta som sakförare i olika tvister. Han var 1772–1773, 1773–1776 och under 1783 ordförande för Uppsala stads äldste, valdes till ledamot av borgarståndet vid riksdagen 1786. Efter många års kamp blev Kewenter extraordinarie rådman 1792 och ordinarie rådman 1795. Han var kyrkvärd i Uppsala domkyrka 1793–1804.